# Raffaele Abecco
Raffaele Abecco (* 1836 in Italien; † 3. Januar 1879 in Chicago, Illinois, Vereinigte Staaten) war ein italienischer Harfenist, Sänger (Tenor) und Komponist.
Bekannt war er als Darsteller in vielen Minstrel Shows.

## Leben
Raffaele Abecco hatte zwei Brüder, Antonio und Vinzenco, die wie er Harfe spielten. Sie traten zusammen als Italian Brothers auf. So gastierten sie am 6. und 7. Dezember 1854 in der Firemen ’s Hall in Detroit. Später war er Mitglied in verschiedenen Minstrel Ensembles. Vom August 1857 an war er mit den Matt Peel′s Campell′s Minstrels bei einer Tournee an der Ostküste der Vereinigten Staaten. Im Oktober 1857 starteten sie in New Orleans. Er blieb bei Matt Peel bis zu dessen Tod. Im Januar 1859 spielte er mit den Sniffen′s Campell′s Minstrels und ab August 1860 bei den Sanford’s Minstrels in Philadelphia, die im Sanford’s Opera House auftraten. Am 1. und 5. Oktober 1860 wurden hier Szenen aus Il Trovatore aufgeführt. Abecco sang die Rolle des Manrico. Im Februar 1861 konzertierte er mit George Christie und dessen Minstrels in New Orleans. Im Frühjahr 1861 war er mit den Unsworth Minstrels auf Tournee. Höhepunkt der Konzerte, unter anderem in Cleveland, Pittsburgh und Chicago, war das von Abecco gesungene patriotische Lied Viva l’America. Ab April 1861 sang und spielte er in der Canterbury Music Hall in New York, die auch Palace of Mirrors genannt. wurde.  Er kehrte für die Saison 1861/62 zu den Sanford ’s Minstrels zurück. Ab 1862 war er bei den  Wood ’s Minstrels. Die Wood ’s Minstrels wurden von dem Minstrel Show Manager Henry Wood geleitet. Als Mitglied des Ensembles ist Abecco bei einundsechzig Aufführungen im Herbst 1862 in New York City dokumentiert. 1863 trat er bei den Birch, Cotton, Wells und den Abecco’s Minstrels in San Francisco auf. Im August 1864 war Abecco Mitglied der San Francisco Minstrels. 1865 ging er nach Australien und blieb dort bis 1872. In den Ausgaben vom 8. und 9. März 1865 des The Sidney Herald ist die Vorankündigung zweier Konzerte abgedruckt. Neben den Christy’s Minstrels wird Raffaele Abecco als Ausführender aufgeführt. Am 16. März findet sich in der Zeitung Sidney Empire  die Vorankündigung eines Benefizkonzertes Raffaele Abeccos. Es wird auf einen Vortrag der Marseillaise in französischer Sprache durch Abecco hingewiesen. Am 18. April 1865 veröffentlichte James Simmonds das australische, patriotische Lied Viva Australia, das er ausdrücklich Raffaele Abecco widmete. Abecco trat im Januar und Februar 1868 bei mehreren Konzerten in der Town Hall in Adelaide auf. Das vierte, geplante Konzert wurde wegen der der mangelnden Zuschauerresonanz abgesagt. Vom 28. Juni 1873 an gastierte Abecco zwei Wochen lang als Harfenist bei dem Programm  R. W. Butler ’s Great New York Combination in Boston. 1875 spielte er bei den Simmons and Slocum ’s Minstrels und in der nächsten Saison bei den Simmons, Slocum and Sweatnam ’s Minstrels jeweils in Philadelphia. Sein letztes Engagement war am 25. Dezember 1878 bei den Emerson Minstrel’s.  Er starb am 3. Januar 1879 im Alter von 42 Jahren in Chicago.’

## Werke (Auswahl)
- Sigr. R. Abecco ’s sentimental songster wurde 1864 in San Francisco bei D.E. Appleton & Co.publiziert. Eine Kopie des Werkes befindet sich in der Harvard University Library.